# Hourglass (Squeeze)
Hourglass is een nummer van de Britse band Squeeze uit 1987. Het is de eerste single van hun zevende studioalbum Babylon and On.
Volgens Squeeze-lid Chris Difford werd "Hourglass" in een uur geschreven. Oorspronkelijk zou het nummer een dansbaar geluid krijgen, maar volgens Difford werd later gekozen voor een "typisch Squeeze-geluid". Tekstueel betekent het nummer "niet echt iets" en bestaat het refrein uit "onzinwoorden", aldus Difford. Het nummer bereikte de 16e positie in het Verenigd Koninkrijk. In Nederland was het met een 6e positie in de Tipparade minder succesvol.